# Macintosh IIx
Macintosh IIx to komputer osobisty zaprojektowany, wyprodukowany i sprzedawany przez Apple Computer od września 1988 do października 1990. Ten model został wprowadzony jako aktualizacja oryginalnego Macintosha II, zastępując 16 MHz procesor Motorola 68020 i 68881 FPU z procesorem 68030 i FPU 68882, działającymi z tą samą częstotliwością zegara.   Początkowa cena Macintosh IIx wynosiła 7 769 USD (równowartość 17 800 USD w 2021 r.) lub 9 369 USD (równowartość 21 466 USD w 2021 r.) za wersję z dyskiem twardym 40 MB. 

Stacja dyskietek 800 KB została zastąpiona dyskiem SuperDrive 1,44 MB; IIx to pierwszy Macintosh, który zawiera to w standardzie. 
Macintosh IIx zawierał 0,25 KiB pamięci podręcznej procesora instrukcji L1, 0,25 KiB pamięci podręcznej danych L1, magistralę 16 MHz (1:1 z szybkością procesora) i obsługiwany był do wersji System 7.5.5.
IIx był drugim z trzech modeli komputerów Macintosh, które korzystały z tej obudowy, umożliwiając posiadanie dwóch napędów dyskietek i 6 gniazd NuBus; ostatnim modelem był Macintosh IIfx. Nomenklatura Apple z tamtych czasów używała "x" do wskazania obecności procesora '030 używanego w Macintosh IIcx i IIvx.
Wsparcie i części zamienne do Macintosh IIx zostały wycofane 31 sierpnia 1998 roku.

## Oś czasu
| Oś czasu modeli Macintosh II |
| ---------------------------- |
|                              |

## Zewnętrzne linki
- Macintosh IIx technical specification na apple.com
- Macintosh IIx technical specifications na EveryMac (dostęp 11-09-2015)